# Гельмут Гентріх

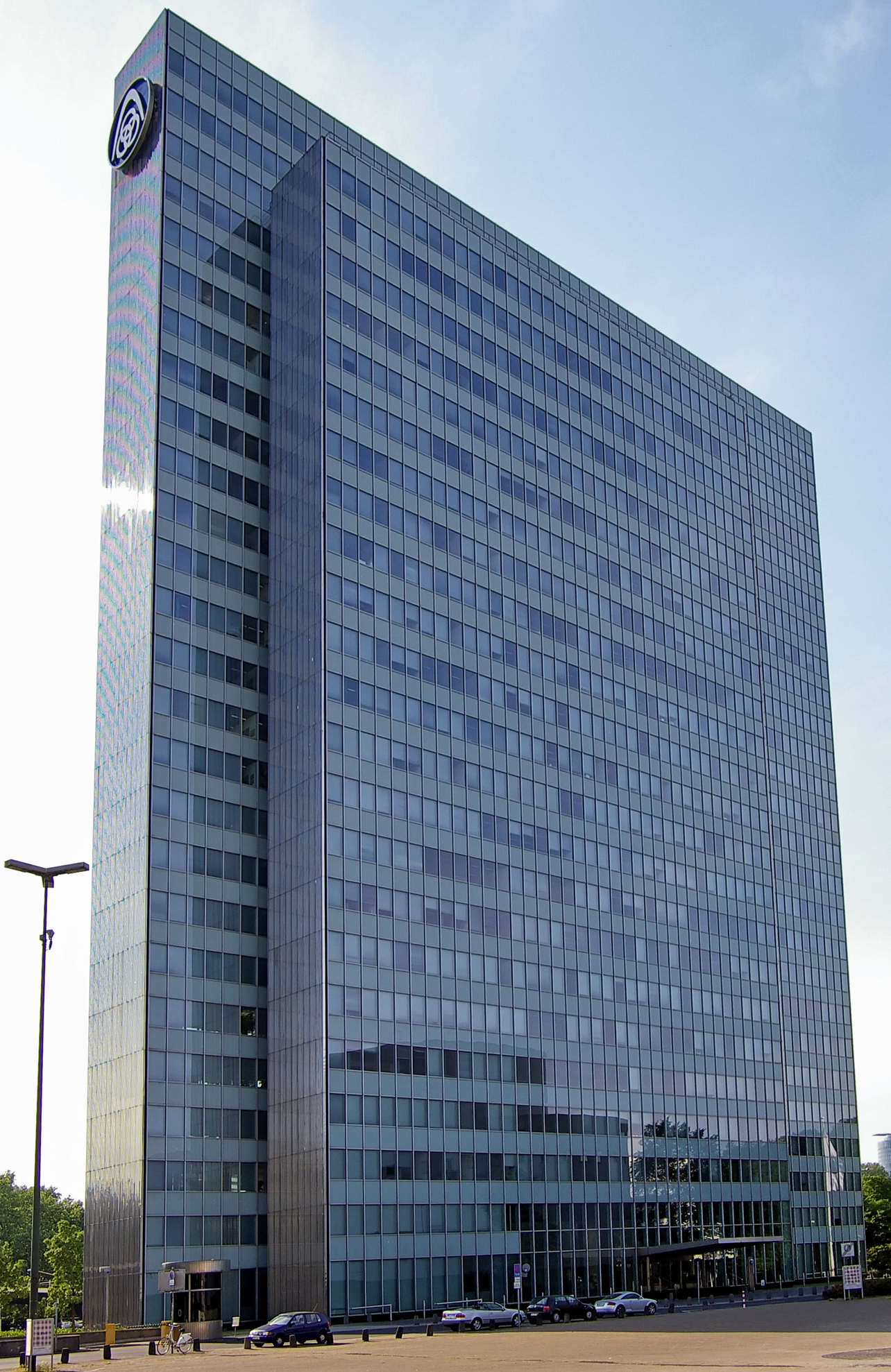
Трикамерний будинок в Дюссельдорф (1957–1960)

Гельмут Гентріх (17 червня 1905 — 7 лютого 2001) був німецьким архітектором, який став особливо відомим своїми вражаючими висотними будинками в 1960-х і 1970-х роках. Архітектурна фірма (Hentrich, Petschnigg und Partner) (HPP), яку він заснував, досі існує під назвою HPP Architekten.

## Життя

### Освіта
Народився в Крефельді, Гентріх був сином інженера-будівельника Губерта Гентріха. Уже в шкільні роки цікавився мистецтвом, архітектурою і проходив стажування в архітектурних бюро.
Після закінчення середньої школи Гентріх спочатку піддався наполяганням батька і почав вивчати право у Фрайбурзькому університеті імені Альберта Людвіга в Брайсгау в 1922 році, але перейшов на архітектурний факультет Віденського технологічного університету в 1924 році, а через рік — на факультет архітектури. Технічний університет Берліна навчатиметься під керівництвом Ганса Польцига, Генріха Тессенова та Германа Янсена.
У Берліні Гентріх познайомився з сучасною архітектурою, яка була на підйомі, і під час семестрових перерв працював в архітектурних бюро Хьюго Герінга та Людвіга Міса ван дер Рое, але перш за все Ганс Польціг сформував його розуміння архітектури. Під час навчання в Берліні познайомився з Альбертом Шпеєром, Friedrich Tamms та Рудольфа Волтерса, який також навчався там. У 1928 році Гентріх склав основний іспит на диплом з відзнакою.

### З 1929 по 1945 рік
Після закінчення навчання Гентріх у 1929 році заснував референдаріат. (як Державний посібник з будівництва), щоб мати право на державну службу. Здобув ступінь доктора у Віденському технологічному університеті, захистивши дисертацію про сучасний танцювальний театр, заснований на цьому проєкті.
На початку 1930-х років він працював у Парижі в архітектурній практиці Ерне Голдфінгера та в Нью-Йорку в архітектурній практиці Нормана Бела Геддеса та багато подорожував у США, Китай, Індія та іншими країнами.
Повернувшись до Німеччини, Гентріх склав другий державний іспит, щоб стати урядовим архітектором (асесором) у 1933 році. Він мав обіймати посаду в державному будівельному бюро в Гуссеві, але обрав шлях самостійного заробітчанства й того ж року відкрив архітектурне бюро в Дюссельдорфі. Після початкової роботи з Ганс Хойзер (Hans Heuser), Гентріх заснував з ним офісне партнерство в 1935 році (Hentrich & Heuser) і зміг утвердитися в Дюссельдорфі завдяки успіхам у конкурсі та житловим будинкам.

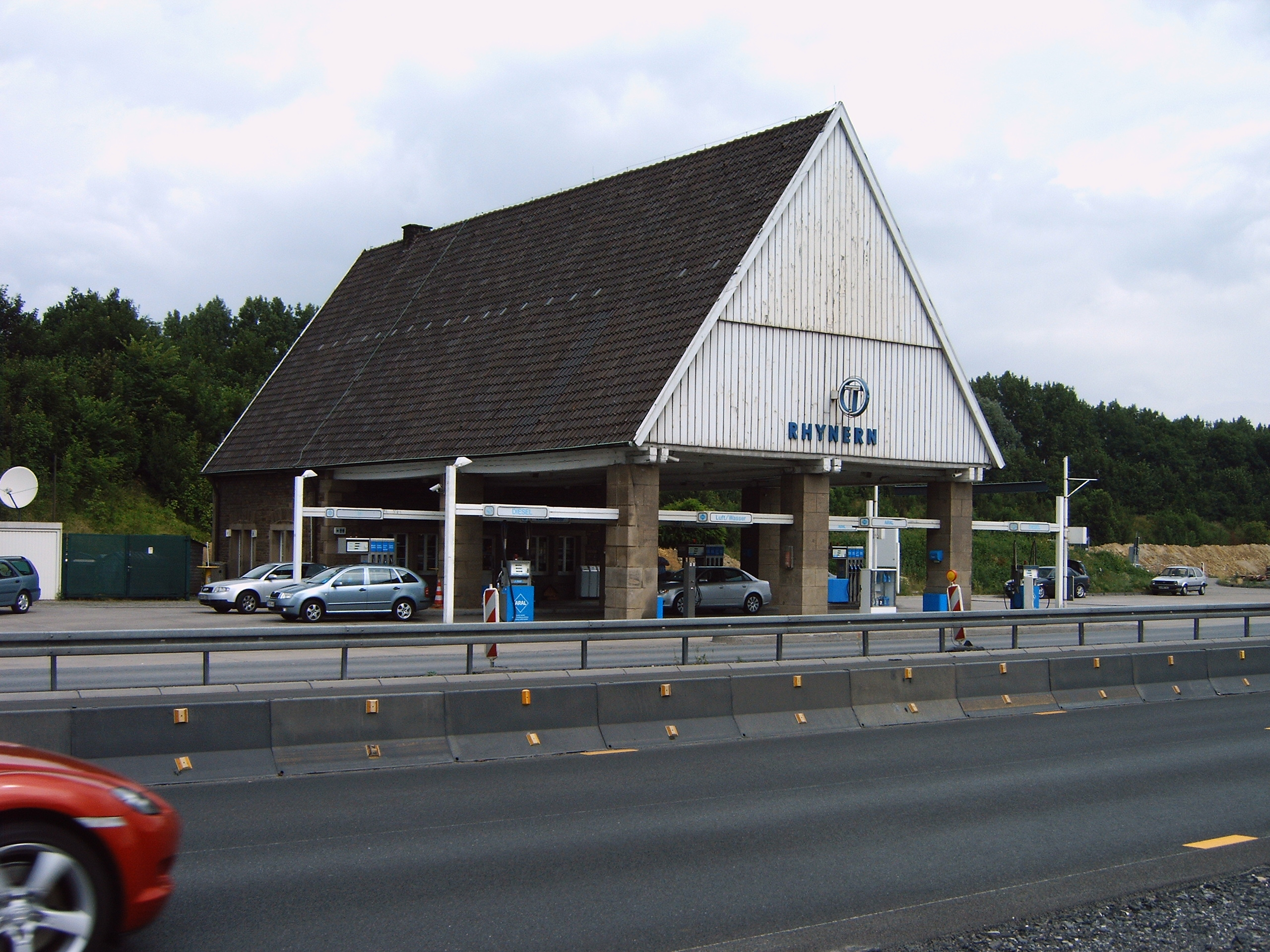
Станція технічного обслуговування автомагістралі Rhynern 1937—1938, діяла до 2005 року

Обидва виграли змагання в Orsoy Deichtor у 1937 році та дедалі частіше брали участь в офіційних змаганнях Організації Тодта чи Гітлер'югенду. За рік до цього Гентріха вже прийняли в Академію міського, імперського та регіонального планування. У 1938 році він був представлений на Другій німецькій архітектурній виставці націонал-соціалістів у мюнхенському Будинку мистецтва разом із з Рейхсавтобаном-Растхоф-Рінерн (Reichsautobahn-Rasthof Rhynern)
З 1938 року Гентріх був членом робочого штабу Generalbauinspektor (GBI) для столиці Рейху Берліна (зокрема дизайн фасаду Страхового офісу Рейху) і був членом команди планування реконструкції «Arbeitsstab Wiederaufbauplanung» («Штаб відновлення Шпеєра»), створеного 11 жовтня 1943 року для міст, зруйнованих у війни (між іншим, план реконструкції свого рідного міста Крефельда, або проєкт міського планування для редизайну Гамбурга Konstanty Gutschow). У 1941—1945 роках Гентріх був членом Націонал-соціалістичної німецької робітничої партії. На завершальному етапі Другої світової війни Гентріх був включений Гітлером до списку найважливіших архітекторів Готбегнадетен, що врятувало його від військової служби.
Гентріх писав у своїх мемуарах «Час будівництва. Нотатки з життя архітектора». Дюссельдорф 1995 про свою роботу в так званому Третьому Рейху: «Цікава робота над цими будівлями завжди була лише фактичною та ніколи не забарвленою політичними аспектами». Виконував замовлення для Організації Тодта.

### Після 1945р.

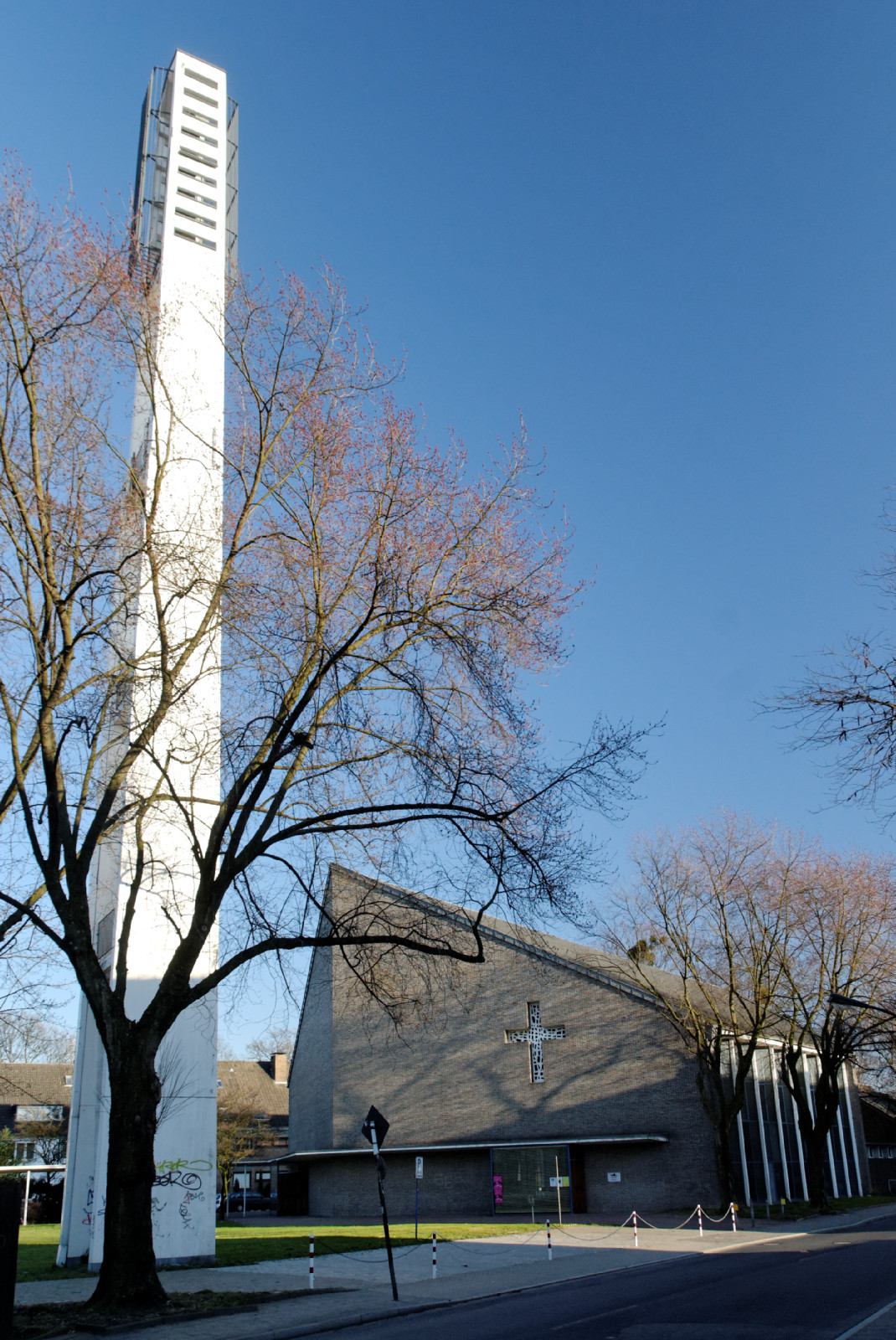
Церква Св. Петра в Дюссельдорфі (1955—1956)

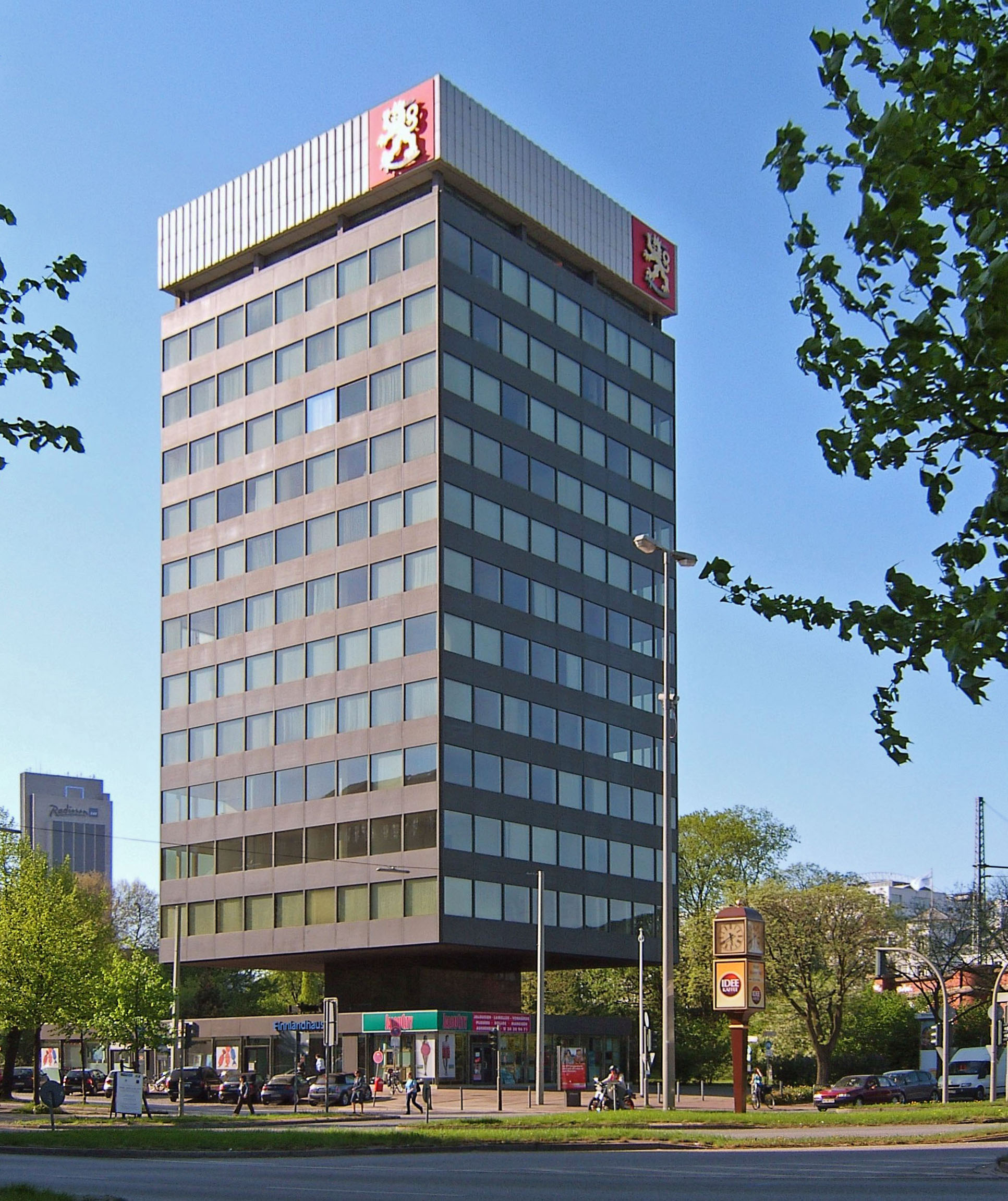
(Finnlandhaus) у Гамбурзі на Еспланаді, інноваційна підвісна конструкція, побудована в 1963—1966 роках за планами Гентріха та Петшніга.

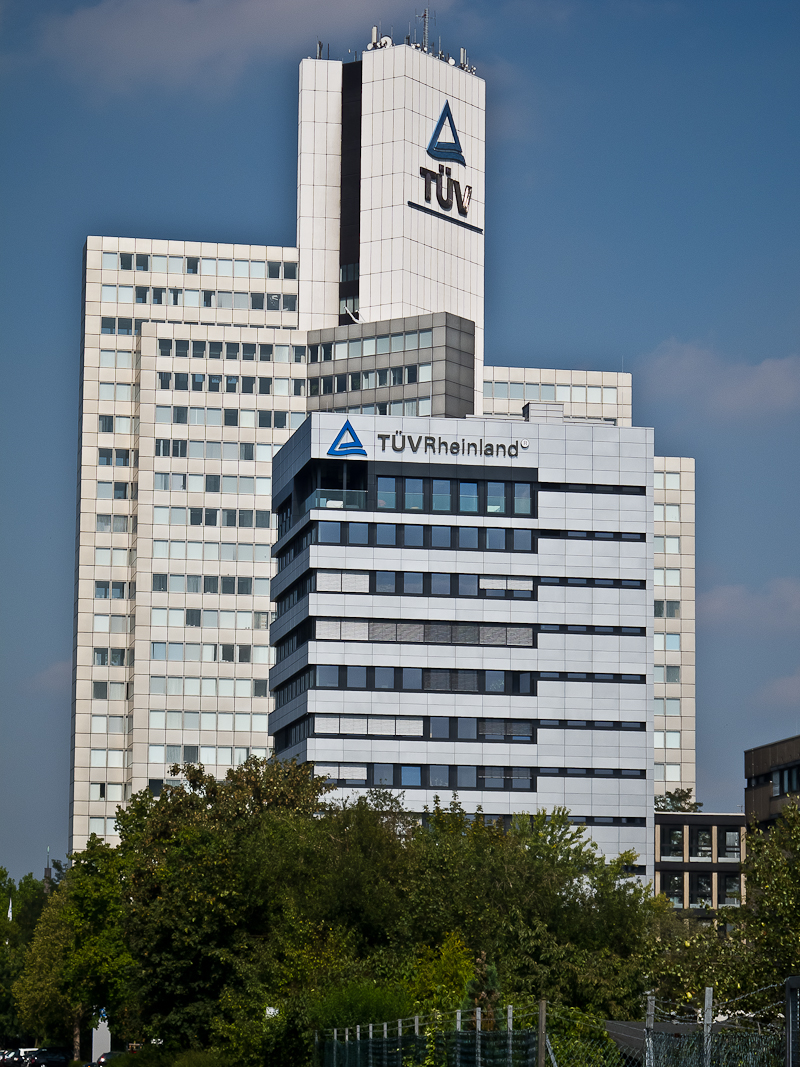
Висотка Rheinland у Полл, Кельн (1970—1974)

У післявоєнний період Гентріх потрапив у заголовки газет, коли Суперечка архітекторів Дюссельдорфа (Düsseldorfer Architektenstreit), заснована Бернгардом Пфау, звинуватила голову містобудівного бюро Фрідріха Таммса у прихильності до колишніх високопоставлених друзів зі штату генерального будівельного інспектора, які, окрім Юліуса Шульте-Фролінде, Константі Гутшова та Рудольф Волтерс, а також Гентріх. «Фактично Дюссельдорф стає центром колишньої нацистської популярності», – сформулювало в меморандумі асоціація архітекторів. Попри ці заперечення, Гентріх — почесний член культурного комітету міста Дюссельдорфа — зміг взяти участь у планах реконструкції міста; його архітектурне бюро сформувало вигляд внутрішнього міста з представницькими банками та адміністративними будівлями. Безсумнівно, допомогло те, що студентський друг Гентріха Фрідріх Таммс очолював офіс містобудування, а Юліус Шульте-Фролінде очолював офіс інженерного будівництва міста Дюссельдорфа з 1952 року. Після смерті Ганса Хойзера в 1953 році Гентріх прийняв Губерта Петшніга в архітектурне бюро.
У той час як комерційні будівлі Гентріха раннього післявоєнного періоду все ще мали сильні відгомони неокласицизму 1930-х років, пізніші будівлі Гентріха характеризували міжнародний стиль з його прохолодною об'єктивністю, визначеною склом і сталлю. Гентріх отримав всесвітнє визнання завдяки будівництву Dreischeibenhaus з 1957 по 1960 рік; завдяки своєму значному зовнішньому вигляду будівля досі залишається однією з найвідоміших і найважливіших висотних будівель у Німеччині. У 1969 році офісне товариство було розширено шістьма партнерами та перейменовано на HPP Hentrich-Petschnigg & Partner. Згодом ХПП переміг у численних конкурсах і перетворився на одне з найбільших архітектурних бюро післявоєнного періоду, що спеціалізується на адміністративних будівлях. У 13 містах Західної Німеччини та Південної Африки їхній великий офіс побудував загалом понад 40 багатоповерхових будинків.
Крім того, Гентріх був головою правління у Дюссельдорфі в 1945—1955 роках.
У 1960 році Гентріх був призначений професором урядом землі Північний Рейн-Вестфалія.
У 1972 році конторське товариство було перетворено в товариство з обмеженою відповідальністю. Через два роки Гентріх і Петшнігг передали управління офісом своїм двом партнерам Гансу Йоахіму Штуц та Рюдігеру Тому. Вони самі вийшли з консультативної ради офісу, але продовжили брати участь у різних проєктах.
Гентріх володів важливою колекцією античного та ісламського мистецтва скла, а також предметів стилю модерн і модерн ; ця колекція була подарована Музею Палацу мистецтв як Музей скла Гентріха у 1963 році.
Гентріх помер у Дюссельдорфі у віці 95 років.

## Особисте життя
Гентріх втік від гомофобної атмосфери епохи Аденауера, переїхавши до більш ліберальних Нідерландів.